# Alexandra Zykunov

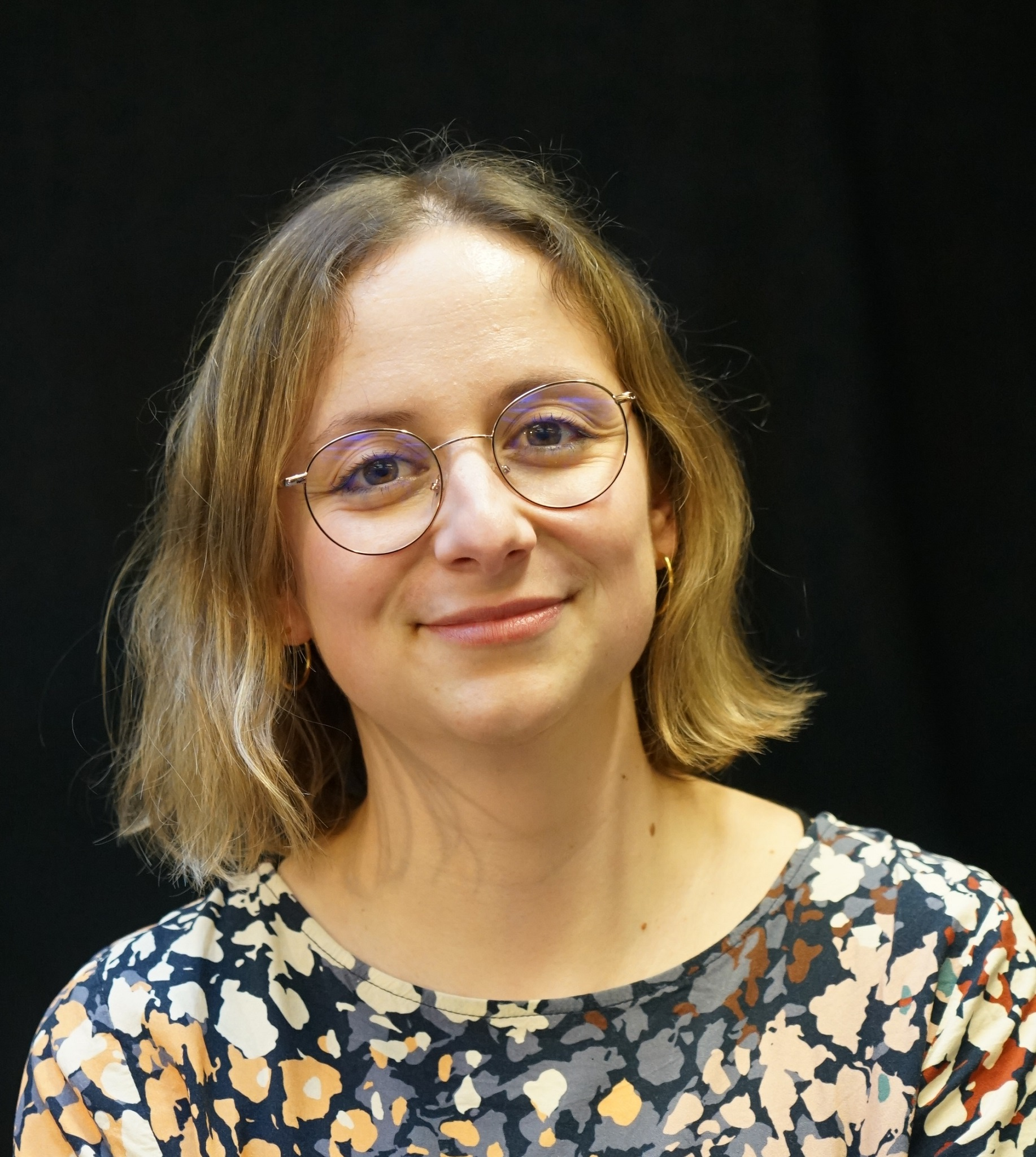
Alexandra Zykunov (2023)

Alexandra Zykunov (* 1985) ist eine feministische Sachbuchautorin und Journalistin.

## Leben
Zykunov studierte laut eigenen Angaben Psychologie, Politik und Publizistik in Berlin, anschließend Journalistik in Hamburg und besuchte danach die Axel Springer Akademie. Sie lebt in Hamburg und hat zwei Kinder.

## Werk
Zykunov schreibt zu gesellschaftlichen Themen, insbesondere zu Gleichberechtigung und Frauenthemen. Sie arbeitet seit 2018 als Redakteurin bei der Brigitte-Gruppe und war dort 2020 bis 2022 Head of Content Innovation. Ab 2019 war sie Co-Redaktionsleiterin des von ihr mitentwickelten Nachhaltigkeits-Magazins Brigitte Be Green, welches sie ab 2020 als Podcast weiterentwickelte.
Ihr erstes Sachbuch Wir sind doch alle längst gleichberechtigt! wurde mehr als sechs Monate lang auf der Spiegel-Bestsellerliste geführt und bis Ende 2024 über 50.000-Mal verkauft.
Sie tritt seit 2022 regelmäßig als Rednerin bei Konferenzen, Parlamenten, Ministerien und Unternehmen auf.

## Bibliografie
- Wir sind doch alle längst gleichberechtigt! Ullstein Verlag, Berlin 2022. ISBN 978-3-548-06533-5.
- Was wollt ihr denn noch alles?! Ullstein Verlag, Berlin 2023. ISBN 978-3-548-06824-4.
- unlearn gender pay gap. In: Emilia Roig, Alexandra Zykunov, Silvie Horch (Hrsg.): Unlearn patriarchy 2. Ullstein Verlag, Berlin 2024.